# Naoki Ishihara
Naoki Ishihara (født 14. august 1984) er en japansk fodboldspiller.
Han har spillet for flere forskellige klubber i sin karriere, herunder Shonan Bellmare, Omiya Ardija, Sanfrecce Hiroshima, Urawa Reds og Vegalta Sendai.